# Cycas sexseminifera
Cycas sexseminifera là một loài thực vật hạt trần trong họ Cycadaceae. Loài này được F.N.Wei mô tả khoa học đầu tiên năm 1996.